# Punktøje
Et punktøje (latin ocellus 'lille øje', flertal ocelli) er en slags øje, der forekommer hos mange leddyr. Punktøjne er simple øjne, der normalt ligner sorte prikker. De er opbygget således, at en simpel linse fokuserer lyset ned på en samling lysfølsomme celler. Punktøjne er meget lysfølsomme, men lader ikke til at give noget billedsyn.
Ud over punktøjer har nogle leddyr en type øje kaldet facetøjne, eller sammensatte øjne. Disse øjne består af et stort antal mindre sammensatte enheder kaldet ommatidia, hver med sin egen linse.)
Fuldt udviklede insekter har enten punktøjne eller facetøjne, eller i nogle tilfælde begge dele, som hos gedehamse. Enthognather (Entognatha) har udelukkende punktøjne. Ofte sidder punkøjnene tre sammen i en klynge på insektets pande. Hos guldsmede, der flyver om natten, er punktøjnene veludviklede.
Punktøjne findes også hos insekters larver. Forskellige larver kan have forskelligt godt syn, nogle kan sikkert kun skelne mellem lys og mørke, andre larver kan opfatte konturer og farver.
Spindleres øjne benævnes også for punktøjne. Edderkopper har flere, men simple øjne, der muligvis kan fokusere, men som i litteraturen kaldes punktøjne.